# Università della California
L'Università della California (in inglese University of California, detta anche UC) è un sistema universitario pubblico dello Stato della California negli Stati Uniti. È anche una delle tre suddivisioni del sistema pubblico di educazione superiore californiano, insieme con il sistema della Università statale della California e quello della California Community Colleges.
La University of California conta circa 191 000 studenti, con fondi di finanziamento del valore di più di 5 miliardi di dollari (al settimo posto come dimensione negli Stati Uniti). 
Il primo campus fu istituito a Berkeley nel 1868, mentre il decimo e ultimo campus è stato inaugurato nell'autunno del 2005 vicino alla città di Merced. 
Tutti i campus accettano sia undergraduate students (studenti non laureati che aspirano al conseguimento del primo titolo accademico) sia graduate students (studenti di corsi post-grad, quali master e dottorato), con due eccezioni: l'Università della California - San Francisco accetta solo laureati e professionisti in medicina e scienze della salute, e il Hastings College of the Law (con amministrazione indipendente) che accetta solo studenti in legge.
I campus dell'Università della California vanno orgogliosi del gran numero delle facoltà e del loro prestigio quasi in ogni campo. L'Università è considerata un modello d'istituzione pubblica negli Stati Uniti, sebbene solo il 38% circa del budget speso nel 2002-03 venisse dallo Stato. L'Università della California è riconosciuta come una delle più prestigiose del mondo.

## Storia

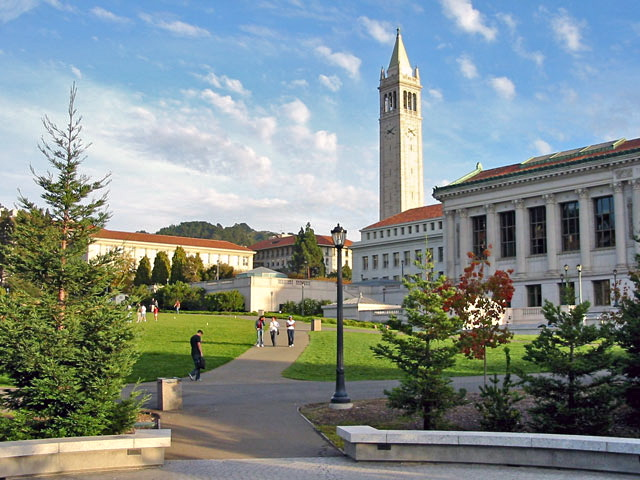
Berkeley

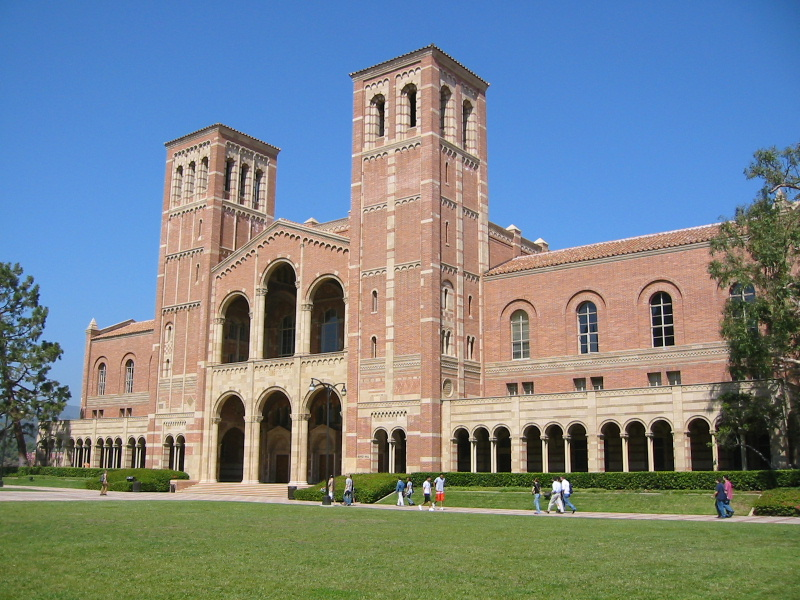
Los Angeles

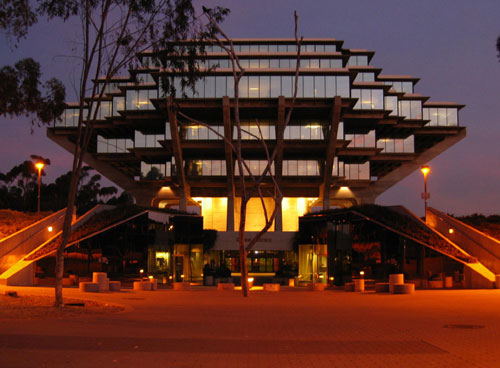
San Diego

Quando lo Stato della California ratificò la sua prima costituzione nel 1849, creò un sistema completo di educazione pubblica, inclusa l'università. Avvantaggiandosi di apposite leggi federali (Morrill Land Grant Act), i legislatori californiani fondarono un College statale di Arti Meccaniche, Minerarie e Agrarie nel 1866. Pur avendo fondi a sufficienza, l'istituzione non aveva una sede adeguata.
In precedenza il sacerdote congregazionalista Henry Durant aveva fondato nel 1855 un istituto privato, il College of California ad Oakland. Sperando ambedue di espandersi e di poter raccogliere nuovi fondi, gli amministratori del college formarono la College Homestead Association e acquistarono 650000 m² di terreno a Berkeley nel 1866. Ma l'investimento non dette i ricavi previsti.
Gli amministratori offrirono quindi di unirsi con il college statale, ma alla condizione che non sarebbe stato solo un College statale di Arti Meccaniche, Minerarie e Agrarie, ma un'"università vera e propria". L'accordo che stabilì la nascita dell'Università della California fu siglato il 23 marzo 1868.
Phoebe Hearst fu la più generosa benefattrice dell'Università, di cui divenne rettrice, rimanendo poi nel consiglio di amministrazione dal 1887 fino alla morte (1919).
L'Università aprì la sua prima scuola di medicina il 20 febbraio 1873 a San Francisco. Una University Farm (fattoria universitaria) per il College di Agraria fu fondata nel 1908 a Davis, che divenne poi la sede di Davis nel 1959. Nel 1919 i legislatori stabilirono che una scuola per insegnanti di Los Angeles diventasse la "filiale meridionale" dell'Università. Nel 1927 divenne la sede di Los Angeles.
Il campus di Riverside fu fondato nel 1907 come stazione sperimentale per gli agrumi e fu elevato al rango di campus nel 1954. Il campus di San Diego fu fondato come sede della marina nel 1912 e divenne la sede di San Diego nel 1958. Altri campus vennero fondati a Santa Barbara nel 1958 e, nel 1965, sia a Santa Cruz che ad Irvine. La sede di Merced è stata aperta nel 2005.
Un'apposita legge del 1960, la "California Master Plan for Higher Education", stabilì che al miglior 12,5% (1/8) dei diplomati sarebbe stato garantito un posto in un campus dell'Università della California. Prima di questa legge, veniva accettato il miglior 15%.
Attualmente, l'Università della California è composta dai seguenti dieci campus.
- Università della California - Berkeley
- Università della California - Davis
- Università della California - Irvine
- Università della California - Los Angeles
- Università della California - Merced
- Università della California - Riverside
- Università della California - San Diego
- Università della California - San Francisco
- Università della California - Santa Barbara
- Università della California - Santa Cruz

## Sedi periferiche
L'Università della California ha una lunga tradizione di coinvolgimento in varie iniziative, spesso geograficamente e organizzativamente separate dai propri campus, come dei laboratori nazionali, degli osservatori e degli ospedali.

### Laboratori Nazionali

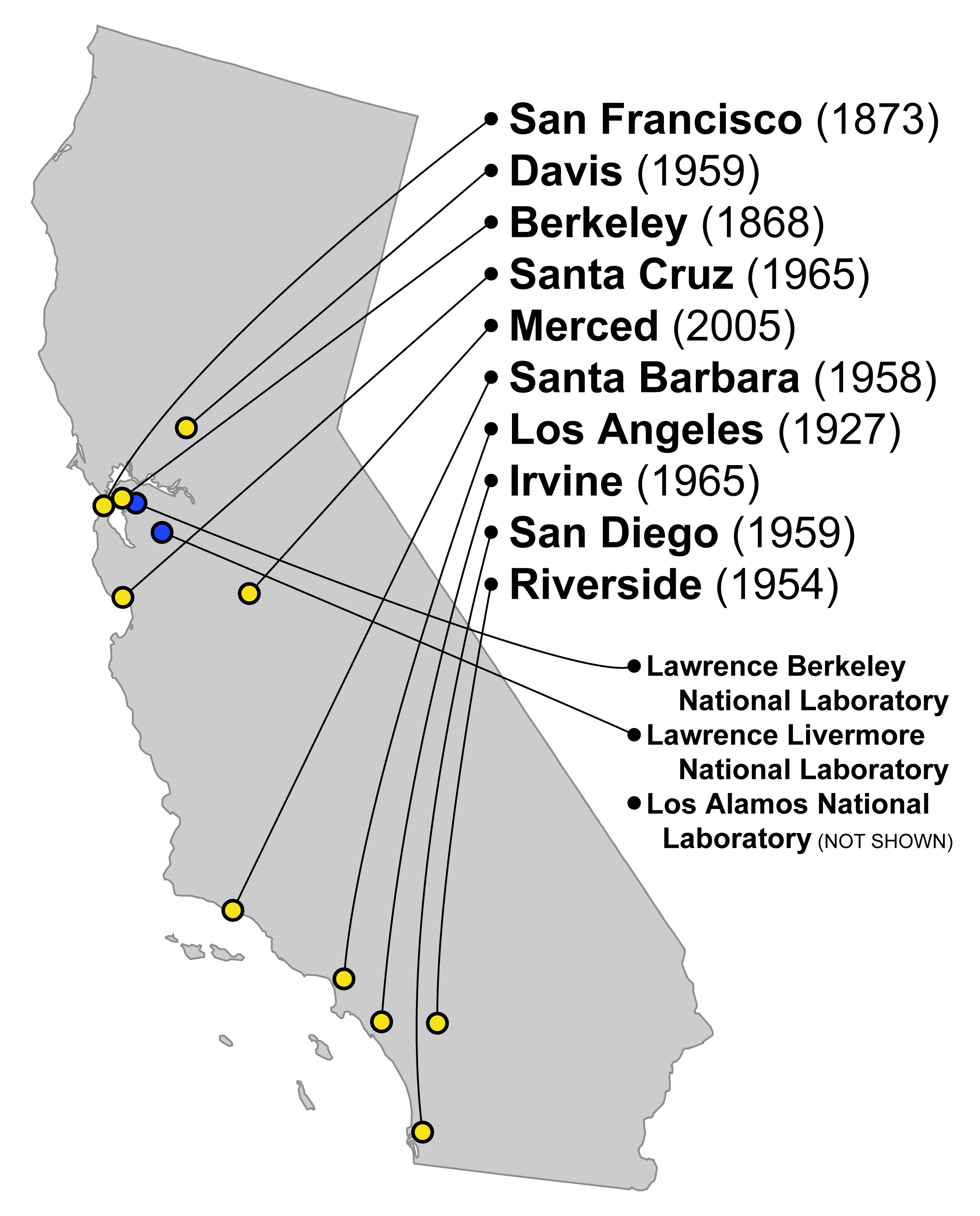
Questa mappa mostra la posizione dei dieci campus e dei due laboratori nazionali diretti dall'Università della California. Il terzo laboratorio nazionale associato con l'UC si trova a Los Alamos nel New Mexico.

L'Università della California gestisce direttamente due Laboratori Nazionali del Dipartimento per l'Energia degli Stati Uniti:
- Lawrence Berkeley National Laboratory (LBNL) (Berkeley)
- Lawrence Livermore National Laboratory (LLNL) (Livermore, California)

UC è anche un partner di minoranza in una azienda privata, la Los Alamos National Security LLC, che gestisce un terzo laboratorio nazionale del Dipartimento per l'Energia:
- Los Alamos National Laboratory (LANL) (Los Alamos, New Mexico)

### Osservatori
L'Università della California gestisce due osservatori in una ricerca che coinvolge più campus che ha il suo quartier generale nel campus di Santa Cruz.
- Lick Observatory sulla cima del Monte Hamilton, nel "Diablo Range" poco ad est di San Jose in California
- Keck Observatory a 4.145 metri di altezza, sulla cima del Mauna Kea alle Hawaii.

Il dipartimento di astronomia a Berkeley dirige l'Osservatorio Radio di Hat Creek nella Contea di Shasta in California.